# Dio, essere e ragione in Tommaso d'Aquino

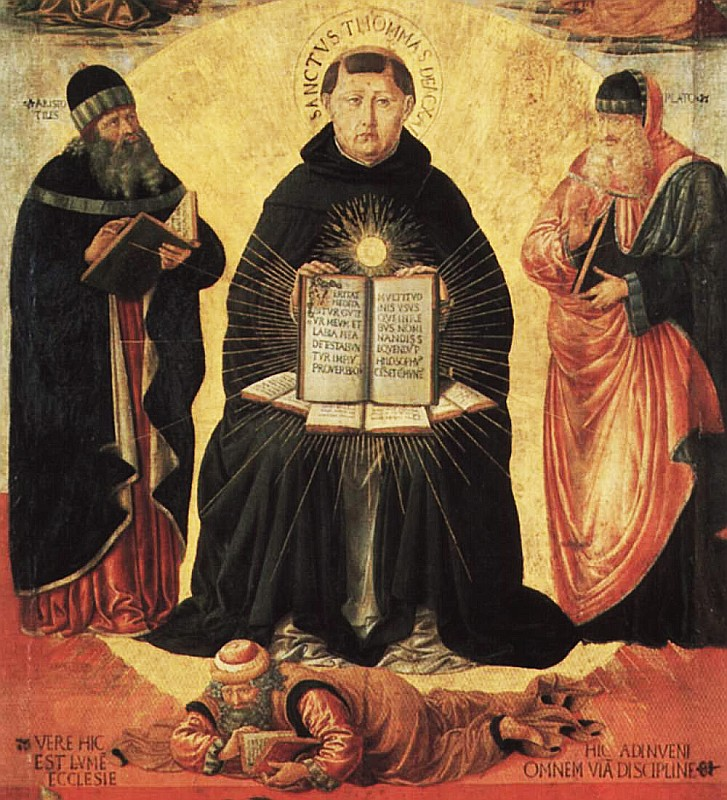
Trionfo di san Tommaso d'Aquino, di Benozzo Gozzoli (Louvre, 1470-1475)

Nato a Roccasecca (nei pressi di Aquino) nel 1225, Tommaso d'Aquino frequentò l'Università di Napoli e, mentre vi si trovava, entrò nell'Ordine dei Domenicani. Poi si diresse al nord per proseguire i suoi studi sotto Alberto Magno, anche lui un domenicano, a Parigi e Colonia. Venne nominato lettore e successivamente professore all'Università di Parigi, ma poi ritornò a Napoli per organizzarvi la casa domenicana di studio. Tommaso morì nel 1274, mentre si dirigeva a Roma per prender parte al Secondo Concilio di Lione, colpito alla testa da un ramo troppo basso, e venne canonizzato cinquanta anni dopo.
Il placido decorso di vita dell'aquinate cela la magnificenza della sua opera. Questo frate taciturno, della cui modesta personalità poco si conosce, viene annoverato tra i più grandi teologi, a livelli raggiunti soltanto da Paolo di Tarso e Agostino d'Ippona. Delle sue pubblicazioni, il fulcro è rappresentato dalla gigantesca Summa Theologiae. Nella sua maniera secca, dinamica, semplice, questo formidabile compendio di teologia, metafisica, etica e psicologia va dalle celebrate dimostrazioni dell'esistenza di Dio alla vita morale, a Cristo e ai sacramenti. Oggi la Summa forma gran parte delle fondamenta della Chiesa cattolica, sebbene a suo tempo non godesse di tale considerazione privilegiata: rappresentava semplicemente una delle tante scuole scolastiche medievali e a volte era fortemente controversa.

## Aristotelismo, anima e materia

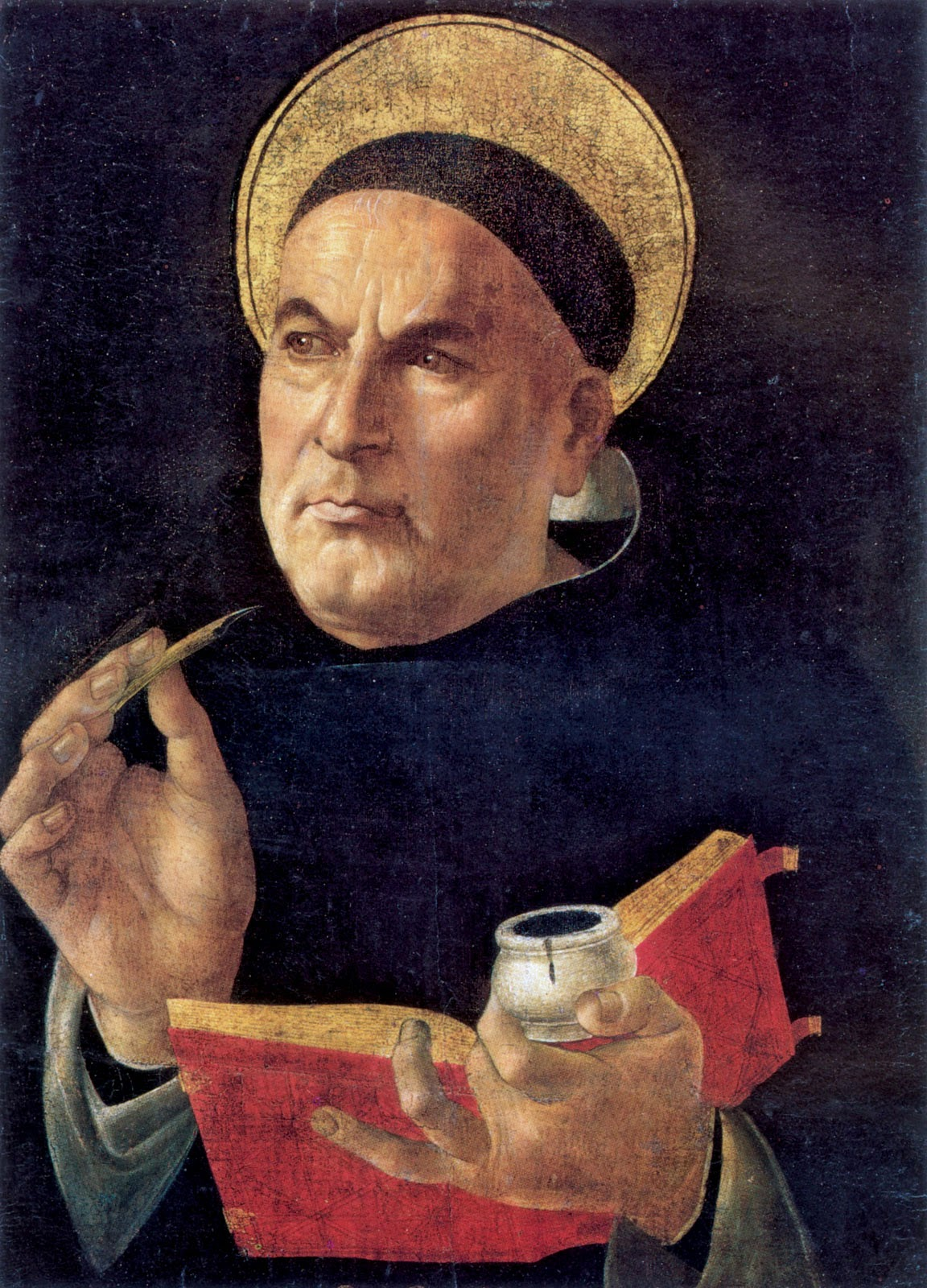
Tommaso d'Aquino di Sandro Botticelli (1445–1510)

Per la costernazione di alcuni studiosi tradizionali, Tommaso d'Aquino era convinto che il pensiero del pagano Aristotele offrisse i mezzi più filosoficamente adatti ad esporre la fede cristiana, ed è soprattutto grazie a questa possente sintesi che viene annoverato tra gli immortali della filosofia. Il conflitto su Aristotele infuriò con particolare ferocia all'Università di Parigi, dove molti colleghi dell'aquinate aderivano alle dottrine di Agostino e del neoplatonismo, e consideravano il pensiero aristotelico come incompatibile con il cristianesimo. Ciò che Tommaso dibatte quindi, è un dibattito infiammato, sebbene lo faccia in stile imperturbato e sommesso.
Tommaso d'Aquino si scontrò con le autorità per il suo supposto materialismo. Non perché sostenesse la noiosa opinione che esiste solo la materia. Il suo materialismo non era una sorta di riduzionismo brutale. Al contrario, egli capiva che "la materia implica molto di più di quanto non sembri all'odierno materialista medio". La sua critica dei materialisti coi quali aveva a che fare, non era perché fossero incompetenti in argomentazioni di mente o spirito, ma perché non erano affatto capaci in argomentazioni sulla materia.
Tommaso credeva nell'anima, ma una delle ragioni per cui ci credeva era perché forniva la migliore comprensione di quel coagulo di materia noto come "corpo". Come Wittgenstein ebbe a dire una volta: "se vuoi un'immagine dell'anima, guarda il corpo." L'anima per Tommaso non è un fantomatico extra, come asserivano i cristiani platonici del suo tempo; non la si deve considerare come un rene spirituale o un pancreas spettrale. La domanda "Dove nel corpo risiede l'anima?" secondo lui commetteva un errore di categoria, come se uno chiedesse quanto fosse vicina all'ascella l'invidia. Per l'aquinate l'anima è ovunque nel corpo, proprio perché essa è quella che egli chiama, seguendo Aristotele, la sua 'forma', significando il modo in cui è specialmente organizzata per essere espressiva nel significato. L'anima non è una qualche sorta di cosa, ma il modo distintivo nel quale una particolare porzione di materia è viva. Ciò è certamente visibile quanto lo può essere un piede storto. Affermare che un ragno abbia un differente tipo di anima da quella umana, è secondo Tommaso come dire che ha una forma differente di vita. Ciò che distingue il corpo animale da un cappello o un tubo è il fatto che sia cosa significativa, comunicativa, autotrasformativa, in contrasto con la materia insignificantemente inerte di tanto materialismo contemporaneo. È 'materia articolata'.
I materialisti d'oggi, si lamenta il teologo Denys Turner, parlano di materia ma, a differenza di Tommaso, non la sentono parlare. Proprio come la lingua è cosa materiale che significa, così secondo l'aquinate è il corpo, che viene meglio visto non come un oggetto bensì come un significante. Su questo concetto si basa la teologia del Verbo incarnato, e dell'eucaristia in particolare, ove questo Verbo è presente in roba ordinaria come pane e vino, quasi come nel modo in cui il significato è presente in un segno verbale. Se Tommaso trovava difficile ignorare il corpo, era forse perché egli stesso era di corporatura considerevole, sebbene non molto agile: sovrappeso, la leggenda narra che un pezzo del suo tavolo dovesse essere intagliato per permettergli di avvicinare l'addome. Era inoltre noto per la sua laconicità – i suoi confratelli lo avevano soprannominato "il bue muto".
Ne consegue che, dagli insegnamenti di Tommaso d'Aquino, non esista un corpo morto. Un cadavere sono semplicemente i resti, una massa di materiale dalla quale il significato si è prosciugato, non più quindi l'articolo originale. L'aquinate rende chiaro che, se qualcosa non coinvolge il mio corpo, non coinvolge me. "Non ti sono fisicamente presente al telefono, nel senso che non condivido lo stesso spazio materiale, ma ciò nondimeno ti sono presente corporealmente." Il cristianesimo riguarda la trasfigurazione del corpo, non l'immortalità dell'anima. Tommaso certamente credeva nella anime incorporee, ma non riteneva che la propria anima fosse se stesso. L'identità umana, pensava, è un'identità animale. A differenza dei platonici, supponeva che "noi siamo totalmente animali, animali dalla cima ai piedi". Coloro che protestano che ciò lasci fuori un extra invisibile chiamato anima, non riescono a comprendere la natura peculiarmente creativa di questa animalità.

## Ragione e linguaggio divino

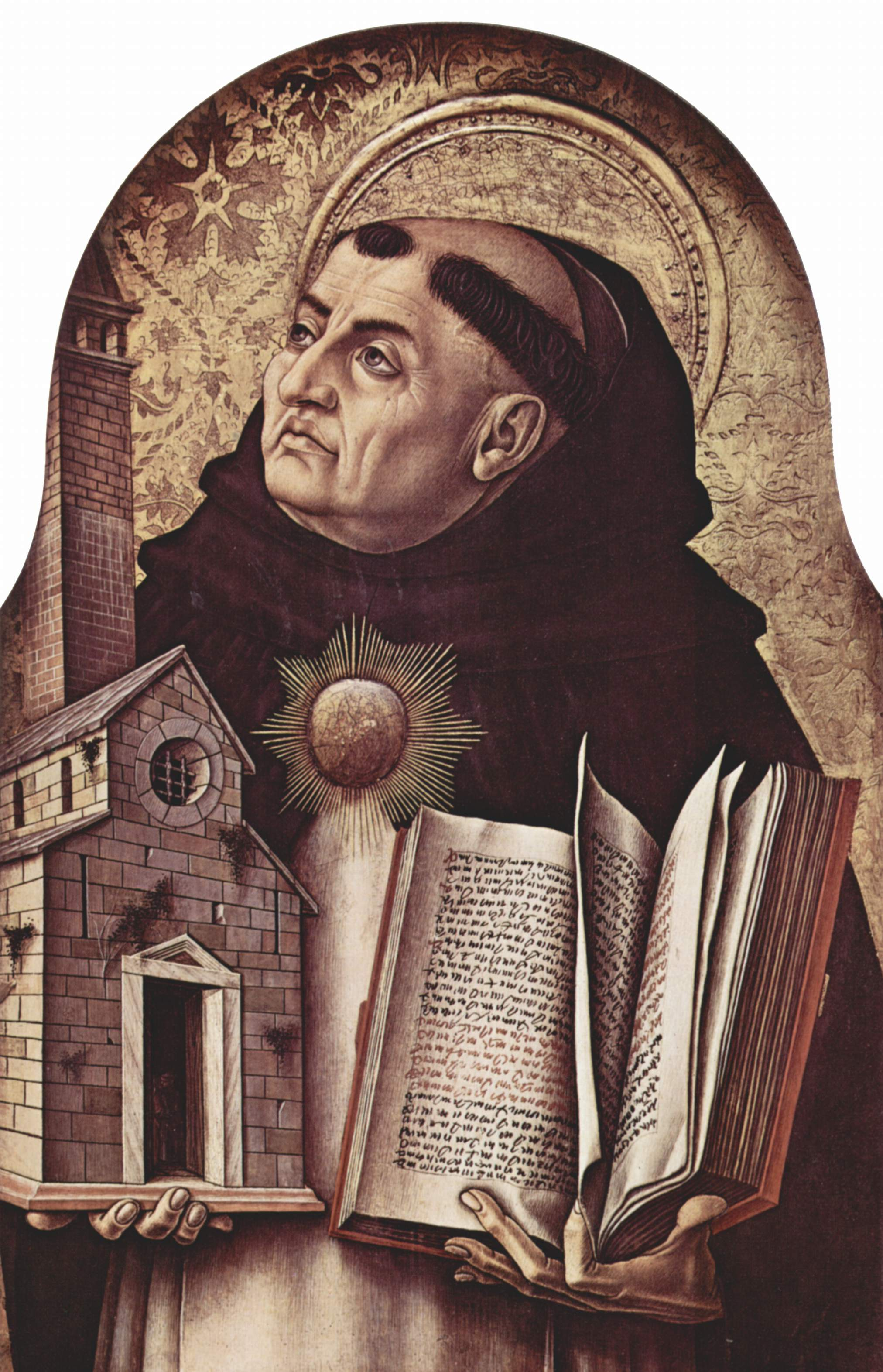
Tommso d'Aquino di Carlo Crivelli (1476)

La ragione umana per Tommaso d'Aquino è una razionalità distintivamente animale. Grosso modo, abbiamo quei tipi di mente per quei tipi di corpo. Il nostro pensiero, per esempio, è digressivo, che si sviluppa nel tempo poiché la nostra esperienza sensoriale fa lo stesso. Tommaso insegna che il ruolo dei concetti astratti è quello di ingrossare e arricchire la nostra esperienza, non quello di sminuirla. Marx sostiene esattamente lo stesso caso nel Grundrisse. L'aquinate insegna inoltre che la metafora è la modalità di linguaggio più adatta agli animali umani a causa del suo carattere sensoriale concreto. Sebbene venga spesso accusato di razionalismo scolastico esangue, egli è in qualche modo maggiormente vicino agli empiricisti. L'obiettivo naturale della mente, insiste, non è Dio, il sé o le idee, ma le cose materiali. Qualsiasi conoscenza abbiamo di Dio deve iniziare qui, ed in particolare da "quel patetico fallimento di oggetto materiale che è Gesù."
Non che la frase "conoscenza di Dio" non fosse per Tommaso senza problemi. Sarebbe certamente stato d'accordo con un Daniel Dennett o un Richard Dawkins che quando parliamo di Dio, non sappiamo veramente cosa stiamo dicendo. Tutto il linguaggio su Dio per l'aquinate è metaforico, fortuito, confrontato costantemente dai limiti del dicibile. I cristiani affermano, per esempio, che Dio è uno e non molti; ma come per qualsiasi altra parte di affermazione linguistica su Dio, questa non può esser considerata letteralmente. Secondo Tommaso d'Aquino, Dio non è un qualche tipo di essere, principio, entità o individuo che possa essere messo alla pari di tali entità. Non è nemmeno un qualche tipo di persona, nel senso in cui Daniel Dennett o Richard Dawkins sono evidentemente persone. Dio e l'universo non fa due. I credenti possono fare tanti altri errori, ma non quello di contare: non ritengono che ci sia un ulteriore oggetto al mondo in più di quanti già ce ne sono. Dio per Tommaso non è una cosa dentro o fuori dal mondo, ma la base della possibilità di qualsiasi cosa. Se dovessimo cascar via dalle Sue mani, verremmo ad essere annullati; la fede quindi è la fiducia che, non importa quanto odiosi noi possiamo essere l'un l'altro, Egli non ci lascerà cascar via dalle Sue mani.

## Essere e Creazione
L'idea che Dio sorregge ogni cosa in essere col Suo amore è nota come la dottrina della Creazione. Tuttavia, nonostante le asserzioni dei nuovi atei, non ha nulla a che fare con come è iniziato il mondo. Infatti, Tommaso d'Aquino stesso pensava che fosse perfettamente ragionevole affermare insieme ad Aristotele che il mondo non fosse mai cominciato, ma che esistesse dall'eternità. La Creazione configura come una relazione di dipendenza ontologica dove Dio è il fondamento delle possibilità per l'esistere ed essa non è suscettibile ad alcuna misurazione temporale poiché l'inizio del mondo è simultaneo rispetto alla condizione esistenziale di Dio.  Non che fosse di questa opinione egli stesso, poiché il Libro della Genesi sembrava escluderlo, ma non ci vedeva niente di intrinsecamente implausibile. La dottrina della Creazione non è scienza fasulla, come certi razionalisti sembrerebbero assumere,, ma in realtà attesta l'estrema fragilità delle cose. L'aquinate postula che tutto ciò che esiste sia contingente, nel senso che non ce ne sia assolutamente nessuna necessità. Dio ha fatto il mondo per amore, non per necessità. Il suo essere è puramente gratuito, che è come dire una questione di grazia e donazione. Come un'opera d'arte modernista, o come qualcuno che contempli la propria mortalità, il mondo è attraversato da un senso del nulla, che scaturisce dall'inquietante consapevolezza che esso potrebbe benissimo non essere mai stato. La Creazione è l‘acte gratuit originale. Tommaso non pensa che noi potremmo riuscire a comprenderlo come un tutto proprio perché non riusciamo a comprendere il suo opposto, il nulla; pensa però che sia ragionevole chiedere perché ci sia qualcosa invece di nulla, mentre altri filosofi non lo pensano. E dato che pensa che la risposta a questa domanda sia Dio, questa è la ragione per cui egli sostiene che l'esistenza di Dio, mentre non è in nessun modo autoevidente, possa essere dimostrata razionalmente.
Tommaso d'Aquino possiede quindi una fede tipicamente cattolica nel potere della ragione, in contrasto con lo scetticismo protestante che ritiene l'intelletto oscuro e corrotto. Ma sebbene l'essere umano perisca senza ragione, e sebbene la ragione sprofondi in infime regioni, per Tommaso non sprofonda però in abissi incolmabili, come non lo fa per Marx o per Freud. Alla fine, ciò che sostiene la ragione è la fede, che è un tipo di amore. Nemmeno Dawkins – sostiene Terry Eagleton – entrerebbe nel proprio laboratorio senza certe implicite credenze e convenzioni. E che questo fosse il modo in cui l'aquinate considerava la questione, viene drammaticamente illustrato dalla fine della sua vita.

## Visione e crisi

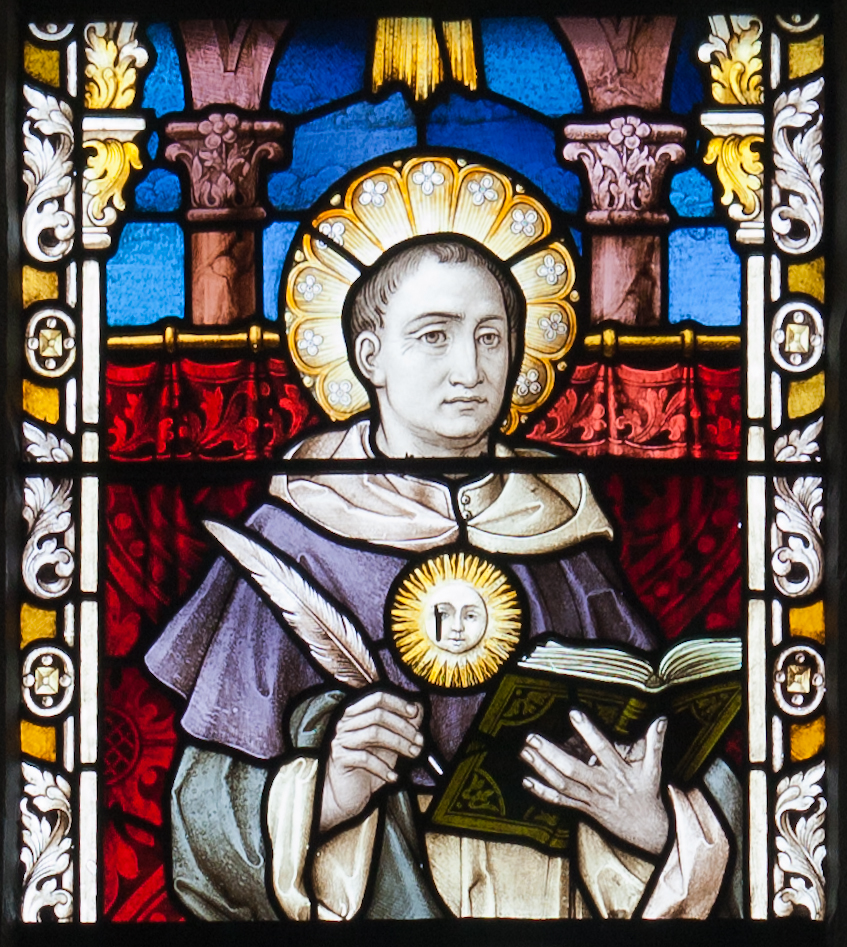
Vetrata con Tommaso d'Aquino, presso la Chiesa SS. Peter and Paul's di Clonmel in Irlanda

Qualcosa successe a Tommaso il 6 dicembre 1273. Non si sa se ebbe una visione, o una crisi nervosa, o entrambe. Tuttavia, dopo una vita di produzione quasi sovrannaturale (ad un certo punto il suo rendimento mentre scriveva la Summa Theologiae era equivalente a due o tre romanzi di media lunghezza al mese), mise giù la penna e si fermò. Si narra che abbia detto al suo segretario che non poteva più scrivere dopo ciò che aveva visto quel giorno: "Non posso più. Perché tutto quello che ho scritto è come paglia per me, in confronto a ciò che ora mi è stato rivelato." Seguirono tre mesi di silenzio e poi la morte.
La Summa era completa per sette-ottavi, e se l'aquinate deliberatamente si astenne dal completarla, ciò deve aver richiesto una disciplina e un sacrificio straordinari. Nonostante la sua umiltà, Tommaso deve aver saputo che l'opera era un capolavoro. Come Turner osserva, la Summa è "un universo di pensiero convincentemente elaborato, che pone il suo autore ai livelli di Omero, Platone, Dante e Shakespeare." Alcuni studiosi reputano che ci sia un significato teologico nell'incompletezza dell'opera. Come il mondo che Tommaso descriveva, questa magnifica opera di teologia è pervasa dal silenzio. È importante notare la persistente anonimità esternata dall'aquinate, il fatto che si diminuisca, si oscuri in quel suo modo di scrivere impassibile, meticoloso, senza pretese, così da non intromettere la sua personalità tra lettore e verità. Paolo e Agostino si permeano passionalmente in ogni loro parola, e Meister Eckhart è "un effervescente esibizionista", ma Tommaso è "il santo quasi del tutto indistinguibile, maestro dello sparire, la cui invisibilità è di per se stessa una forma di santità". Se il suo testo appare anonimo, se egli rifiuta di brillare, è perché, come osservò una volta, "è meglio illuminare gli altri che brillare solo per se stessi (Sicut enim maius est illuminare quam lucere solum)" In questo senso, pare giusto che la Summa alla fine cada nel silenzio, dato che è stata così riservata sin dall'inizio. Se spinge la ragione al suo estremo limite è perché, come nel sublime Kantiano, possa illuminare con la negazione ciò che sta al di là dei suoi limiti.

## Amore e redenzione
È Tommaso d'Aquino che, sopra tutti, diede forma a quella che oggi potrebbe esser chiamata una visione cattolica caratteristica della realtà. In questo modo di vedere, come sono le cose non è solo come noi diciamo che siano. Al contrario, il mondo è ricco ed intricato già di per se stesso, fittamente stratificato e significativamente strutturato, e persino l'Altissimo deve riconoscerlo. "Potrebbe certo aver creato un cosmo dove non esiste torta al cioccolato o Bruce Willis; ma poiché non l'ha fatto, deve accettare la logica della Sua stessa creazione, piuttosto che decidere in una qualche capricciosa maniera da prima donna che i pinguini possano far capriole o che Città del Capo giace nell'emisfero settentrionale." Comunque è la mente umana che secondo Tommaso porta le cose a maturazione, cosicché parlarne le rende più complete di quanto non lo siano già. Anche gli individui si portano vicendevolmente a maturazione, nel senso che il loro essere è interamente relazionale. Al centro della visione morale dell'aquinate sta l'idea dell'amicizia. È questo tipo di amore, non la sorta di amore erotico o romantico, che è la migliore immagine dell'insondabile amore di Dio, che chiama uomini e donne ad essere suoi amici piuttosto che suoi servitori. Tommaso, per il quale la vita umana è basilarmente sociale, non avrebbe capito l'individualismo moderno. Né avrebbe ben compreso il pregiudizio liberale che potere, autorità, sistemi, dottrine e istituzioni sono intrinsecamente oppressivi.
Da un punto di vista tomistico, tutto l'essere è benigno. Il male è un tipo di non-essere. In uomini e donne esiste una forma difettiva di esistenza che non riesce a renderli umani. Gli esseri umani hanno un estremo bisogno di essere redenti, come evidenzia la cronaca moderna. Ma tale redenzione non viene bruscamente rifilata loro controvoglia. Al contrario, le loro nature sono prone a questa profonda trasformazione e la desiderano fortemente, anche quando non ne sono completamente consapevoli. La vita morale implica riuscire a penetrare la fitta nebbia della falsa coscienza e del pio autoinganno, per poter scoprire ciò che veramente e fondamentalmente desideriamo.
Dal pensiero tomistico sull'essere ne consegue che la vita buona è una vita fruttuosa e riccamente abbondante. Più una cosa è se stessa e più bella diviene. I santi sono coloro che sono riusciti nell'opera impegnativa di essere umani: la moralità secondo Tommaso non è principalmente una questione di doveri e obblighi, ma di felicità e benessere. Il perché uno voglia esser felice secondo Tommaso è il vero prototipo della domanda stupida.